# Адлер, Саул
Саул Аарон (Сол, Шауль) Адлер (англ. Saul Aharon Adler, ивр. שאול אהרן אדלר‎; 17 мая 1895 или 1896, Кореличи, Минская губерния, Российская империя — 25 января 1966, Иерусалим) — израильский учёный, специалист в области паразитологии и тропической медицины. Исследователь возбудителей и переносчиков лейшманиоза, возвратного тифа, малярии, тейлериоза, а также способов борьбы с этими заболеваниями.
Профессор и декан медицинского факультета Еврейского университета в Иерусалиме, лауреат премии Израиля, лауреат премии Вейцмана, член Лондонского королевского общества (с 1957 года), кавалер ордена Британской империи.

## Биография
Саул Аарон Адлер родился в 1895 (согласно «Биографическому словарю первого поколения профессоров Еврейского университета в Иерусалиме», 1896) году в Кореличах Гродненской губернии. Саул был старшим из девяти детей, родившихся в семье. Его отец Синай учился в иешивах и получил смиху, но не практиковал как раввин, вместо этого содержа лавку. В 1900 году отец покинул Россию и перебрался в Великобританию, где осел в Лидсе и открыл оптовую торговлю; через несколько месяцев за ним последовала жена со старшими сыном и дочерью.
Окончив среднюю школу в Лидсе, в 1912 году Адлер поступил в Лидский университет. В школе он делал значительные успехи в математике и планировал посвятить ей карьеру, но получил стипендию на изучение медицины и до 1917 года занимался на медицинском факультете в Лидсе. Теория чисел осталась для Адлера увлечением на всю жизнь, и даже как любитель он достиг в ней серьёзного прогресса, в частности предложив новое доказательство Малой теоремы Ферма. В сфере медицины наиболее значительное влияние на молодого Адлера оказал профессор-патолог Мэттью Стюарт.
В 1916 году Адлер тайно женился на Софи (Ципоре) Хадсен, еврейке из Манчестера, в дальнейшем ставшей медсестрой; официальная брачная церемония состоялась только в 1924 году в лидской синагоге. Получив медицинскую лицензию, Адлер немедленно поступил на офицерские курсы Медицинской службы сухопутных войск Великобритании и был направлен в Месопотамию, где прослужил до 1920 года (в том числе как хирург при бригаде тяжёлой артиллерии). После увольнения он вернулся в Англию и был принят в Ливерпульскую школу тропической медицины, в 1921 году получив учёную степень по тропической медицине.
В 1921—1924 годах Адлер занимался исследованиями в Сьерра-Леоне в лаборатории имени Альфреда Льюиса Джонса под руководством профессора Дональда Блэклока. Уже в 1923 году он был приглашён Хаимом Вейцманом присоединиться к штату недавно открытого Еврейского университета в Иерусалиме и принял это приглашение в апреле следующего года. Адлер прибыл в Палестину вместе с женой. Там у них в декабре 1924 года родился первенец, Йонатан, в будущем также учёный-медик, профессор физиологии. Ещё двое детей, Юдит и Ашер, родились соответственно в 1928 и 1930 годах.
Начав работу в Еврейском университете с должности ассистента на отделении микробиологии, в 1928 году Адлер стал доцентом паразитологии, а через год — профессором. В 1932 году ему было предложено место со значительно более высоким окладом в Медицинском совете Лондона, и его удалось удержать в Иерусалиме только благодаря вмешательству филантропа И. Л. Магнеса, с помощью Комитета еврейских докторов США восполнившего разницу в окладах. В 1944 году, ещё до официального образования медицинского факультета Еврейского университета Адлер был назначен его председателем. В дальнейшем он занимал посты директора отделения паразитологии и декана факультета; на последнем он оставался вплоть до выхода на пенсию в 1965 году. Одновременно с работой в университете он входил в совет премьер-министра Израиля по науке. В 1964 году он был избран членом консультативного комитета и Совета по медицинским исследованиям ВОЗ. Адлер часто выступал в качестве приглашённого лектора в разных странах. Будучи полиглотом, он владел английским французским, немецким, итальянским и португальским языками, а также ивритом и идиш на достаточном уровне, чтобы читать лекции в Риме, Париже, Лондоне, Бразилии и Израиле на языках, родных для аудитории.
Профессор Адлер умер в январе 1966 года в Иерусалиме и был похоронен на кладбище «Хар ха-Менухот». Жена пережила его на 15 лет.

## Научная деятельность
На раннем периоде своей научной деятельности, в Сьерра-Леоне, Адлер работал с доктором Томасом Саутвеллом над разнообразными заболеваниями у тропических животных. Среди тем его исследований в эти годы — гельминтозы у животных, малярийные паразиты у шимпанзе и рептилий, а также кокцидии Isospora у цивет.
Вскоре после переезда в Палестину Адлер занялся темой, которую так или иначе продолжал изучать на протяжении всей дальнейшей научной карьеры — лейшманиями и вызываемыми ими заболеваниями. Уже в 1925 году он зафиксировал экспериментальное заражение подопытного кожным лейшманиозом при помощи тканей москита Phlebotomus papatasii — этот эксперимент в дальнейшем успешно повторили и другие исследователи. Этот и последующие эксперименты подтвердили роль P. papatasii как переносчика лейшманиоза. Впоследствии Адлеру также удалось доказать перенос кожного лейшманиоза видами P. sergenti, P. perniciosus и P. major. Во время исследований лейшманиоза Адлер испытывал неудобства с разведением китайского хомячка и косвенным образом встал у истоков доместикации сирийского хомячка: именно по его запросу Израиль Ахарони привёз из экспедиции родоначальницу домашних хомячков.
В 1931—1934 годах по поручению Комиссии Королевского общества по изучению кала-азара (висцерального лейшманиоза) Адлер подготовил серию из десяти докладов, охватывающих тему эпидемиологии этого заболевания, его разновидности, описание паразита Leishmania infantum, анализ распространения москитов — переносчиков заболевания и описания ряда экспериментов. Одновременно с лейшманиями в этот период Адлер изучал трипаносом, отмечая сходство в путях заражения этими паразитическими организмами. В середине 1950-х годов центр его внимания сместился с лейшманиозов Старого света на американские заболевания; в это время он и Л. Халфф занимались изучением вида L. entriettii.
С середины 1930-х годов Адлер занимался вопросом заражения крупного рогатого скота паразитом-апикомплексой Theileria annulata. В этот период от данного паразита погибали около 35 % ввозимых в Палестину коров, тогда как местный, менее высокоудойный, скот страдал намного меньше. Адлер разработал способ преиммунизации ввозимого скота, в результате которой его смертность снизилась до 3 %. Работы Адлера внесли ключевой вклад в успешное развитие молочного животноводства в Палестине, а затем в независимом Израиле.
В 1936 году Адлер, Теодор и Шибер доказали, что переносчиком возвратного тифа в Палестине выступает клещ Ornithodorus papillipes, заносящий с укусом в кровь человека спирохету Spirochaeta sogdianum. Им также удалось продемонстрировать на примере Spirochaeta persica различия между возвратным тифом, передаваемым с клещами и вшами. С разными соавторами Адлер долгое время проводил исследования малярийных плазмодиев, в частности, сообщив об открытии первого вида, поражающего мышей и крыс — Plasmodium berghei, а позже продемонстрировав передачу антител с материнским молоком подопытных мышей потомству.
На разных этапах карьеры Адлер вносил вклад в развитие различных видов борьбы с паразитическими заболеваниями, включая химиотерапию и серологию. Работа Адлера как паразитолога заставила его также вести энтомологические исследования. Так, в годы работы на Ближнем Востоке он опубликовал подробный диагностический анализ целого ряда видов флеботомусов — в том числе P. palestinensis, впервые описанного им в сотрудничестве с О. Теодором. В 1945 году им был также подготовлен исчерпывающий обзор москитов Кипра, включая описанного им и Теодором ещё в 1927 году Phlebotomus parroti. Во время работ по профилактике тейлериоза у коров Адлер подробно изучал клещей рода Hyalomma, определив шесть разных видов.
Свободное владение несколькими языками позволило Адлеру выступать также в роли переводчика научных и художественных текстов. Им в частности была переведена на иврит книга Дарвина «Происхождение видов»; в процессе перевода Адлеру приходилось изобретать новые слова для перевода терминов, не существовавших в архаичном иврите — в частности, оказалось, что в этом языке нет адекватного перевода английского понятия «sex».

## Признание заслуг
В 1946 году Саул Адлер был произведён в офицеры ордена Британской империи. В 1957 году его заслуги были отмечены принятием в члены Лондонского королевского общества (где он стал первым израильтянином) и присуждением премии Израиля в области медицины.
Среди других наград и званий Адлера:
- Чалмеровская золотая медаль Королевского общества тропической медицины и гигиены (Великобритания, 1933)
- Лаверановская медаль Французского общества экзотической патологии (1933)
- Премия Вейцмана (1949)
- Литературная премия Черниховского (1962, за перевод «Происхождения видов» Дарвина)
- Почётный доктор Еврейского университета в Иерусалиме (1964) и Лидского университета (1965)
- Премия Соломона Бублика от Еврейского университета в Иерусалиме (1966, посмертно)

В 1994 году в память о Шауле Адлере Почта Израиля выпустила марку с его портретом